# Интерлеукин 30
Интерлеукин 30 (ИЛ-30) је протеин са молекуларном масом од 28 кД, који формира један ланац хетеродимерног цитокина са именом интерлеукин 27 (ИЛ-27), тако да се некад зове ИЛ27-п28. Други ланац у цитокину ИЛ-27 је молекул који се зове Епштајн-Баров индуцирани ген-3 (ЕБИ 3). ИЛ-30 је члан дуголанчане, 4-хеликс свежањ фамилије цитокина. Припадник те групе структурно сличних цитокина је и ИЛ-6. Ген овог молекула се сада званично зове ИЛ-27 под ХГНЦ препорукама смерницама.